# Ghiacciaio Aviator
Il ghiacciaio Aviator è un ghiacciaio lungo circa 97 km e con una largheza massima di circa 15 km, situato nella parte nord-occidentale della Dipendenza di Ross, nell'Antartide orientale. 
Il ghiacciaio, il cui punto più alto si trova a circa 1000 m s.l.m., si trova sulla costa di Borchgrevink, dove si forma a sud del nunatak Navigator dalla coalescenza dei ghiacciai Astronaut e Cosmonaut, per poi scorrere verso sud tra i monti Southern Cross, a ovest, e la dorsale dell'Alpinista, a est, e virare verso sud-est poco prima di entrare nella baia di Lady Newnes, tra capo Sibbald e capo Hayes, formando sulla baia una lingua glaciale lunga circa 25 km che funge da confine geografico tra la baia di Wood, a sud-ovest, e la stessa baia di Lady Newnes, a nord-est.
Lungo il suo percorso, il flusso del ghiacciaio Aviator è arricchito da quello di diversi altri ghiacciai che gli si uniscono, tra cui quello dei ghiacciai Cosmonette e Shoemaker, da ovest, e dei ghiacciai Co-pilot e Pilot, da nord-est.

## Storia
Il ghiacciaio Aviator è stato fotografato dal capitano  W. M. Hawkes, della marina militare statunitense, durante il primo storico volo da lui effettuato dalla Nuova Zelanda al canale McMurdo il 17 dicembre 1955. In seguito il ghiacciaio fu visitato da una dai membri della spedizione neozelandese di ricognizione geologica antartica svolta nel 1958-59, che lo battezzarono così in omaggio agli aviatori ("aviator" in inglese), che spesso hanno messo a repentaglio la propria vita per il progredire dell'esplorazione antartica.